# Erich Kleiber
Erich Kleiber (Bécs, 1890. augusztus 5. – Zürich, 1956. január 27.) osztrák karmester, zeneszerző. A Berlini Állami Operaház főzeneigazgatója 1923 és 1934 között, majd Argentínába emigrált, ahol a Buenos Aires-i Teatro Colón zenei igazgatója volt 1936 és 1949 között. Az 1930-as évektől mind Európában, mind Amerikában a legnagyobb zenekarokkal koncertezett.

## Ifjúsága
1890-ben szegény tanári családba született. Édesanyját korán, hatéves korában elvesztette, ahogy Kleiber emlékezett rá, korai „wagneriánus” volt, Wagner zongoraátiratokat, a Lohengrint és a Trisztán és Izoldát játszotta otthon. Édesapja az azt megelőző évben halt meg, így nagyapjához került Prágába, majd 1900-ban visszatért Bécsbe, hogy egy nagynénje gondoskodjon róla. 1908-ban Bécsből Prágába költözött, ahol 1908 és 1912 között a Prágai Egyetemen művészetet, filozófiát, történelmet tanult, valamint karmesterórákat vett a prágai konzervatóriumban.

## Karrierjének kezdete
Erich Kleiber a Prágai Nemzeti Színháznál debütált 1911-ben. Ezt különböző rövidebb szerződések követték a Darmstadti Operaházban (1912–1919), majd Barmen-Elberfeldben (1919–1921), Düsseldorfban (1921–1922), és Mannheimben (1922–1923).

## Berlin
1923-ban, miután a Fidelio vendégkarmestereként sikeresnek bizonyult, Max von Schillings Leo Blech utódaként szerződtette a Berlini Állami Operaházhoz, az intézmény főzeneigazgatójává nevezték ki (1923–1934). A Berlini Állami Operaház élén tizenkét éven át a német zenei élet egyik formálója volt, olyan művészekhez mérhetően, mint Wilhelm Furtwängler vagy Richard Strauss.

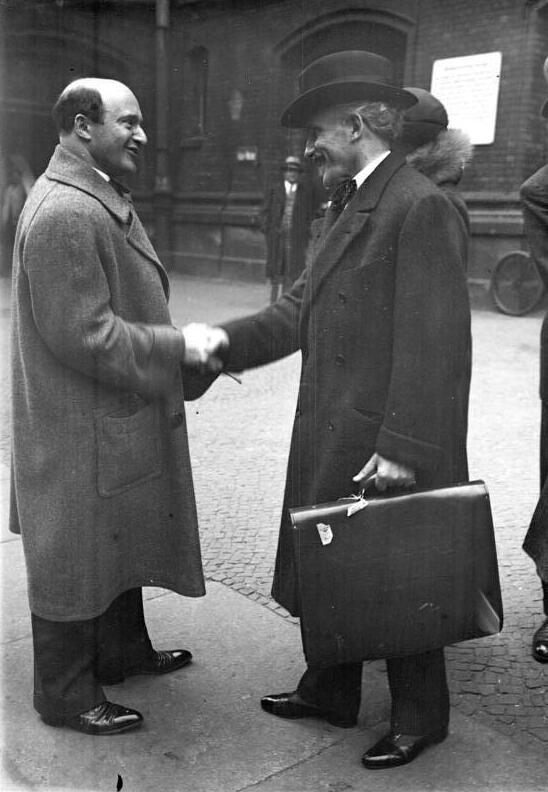
Arturo Toscanini (jobbra) Erich Kleiber (balra) 1930-ban Berlinben

Repertoárján Beethoven és Wagner művek előadása mellett – a könnyebb műfajt sem teljesen visszautasítva – mint a modern zene elkötelezett képviselője Alban Berg, Ernst Krenek, Darius Milhaud és Igor Stravinsky művei szerepeltek. Alban Berg operája, a Wozzeck ősbemutója (1925), Leoš Janáček operájának, a Jenůfának németországi bemutatója nevéhez fűződik. Ebben az időszakban, 1923 és 1929 között több mint 100 lemezfelvételt készített.
Tulajdonképpeni világkarrierje a húszas évek közepétől kezdődik. Külföldi szerződések sokasága vár rá, melynek állomásai Buenos Aires (1926, 1927), Moszkva (1927) és New York (1930/1931, 1931/1932). 
Kleiber a New York-i Filharmonikusok 1930-as évadját nyitja Toscanini mellett, s hat héten át koncertezik velük.
1935-ben Németországban, konfrontálódva a náci rezsimmel lemondott a Berlini Állami Operaház főzeneigazgatói posztjáról.

## Emigráció
A vándorlás évei következtek, emigrációja során fellépett Amszterdamban, Londonban, Buenos Airesben, Montevideóban, Havannában, New Yorkban és Rómában. 
1939-ben Kleiber visszautasította szerződését a milánói Scalával, nem sokkal azután, hogy a Mussolini-rezsim antiszemita jogszabályt alkotott, mondván: „.... mint keresztény és művész, már nem tudok együttműködni.”

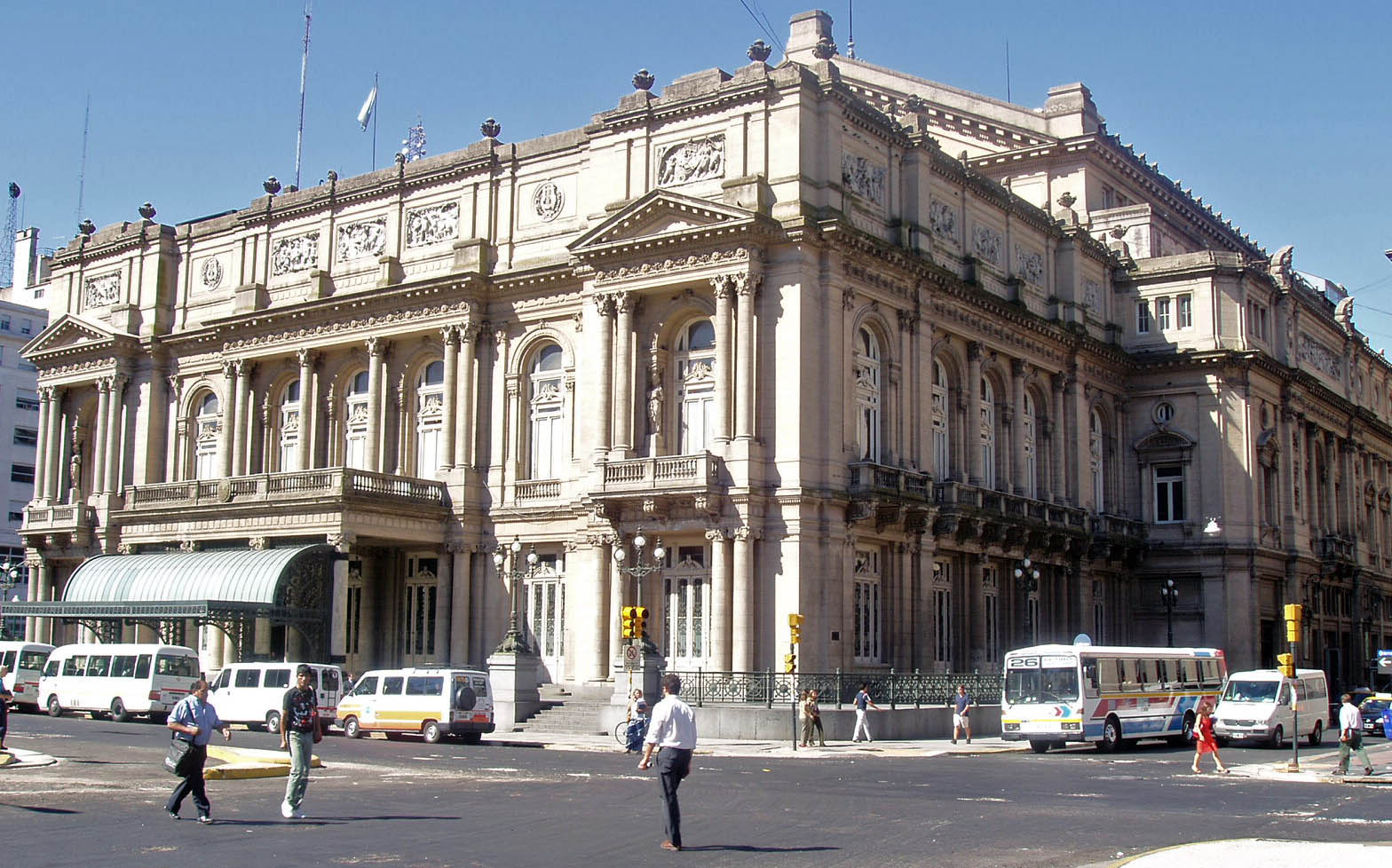
A Teatro Colón, zenei igazgatója Buenos Airesben (1936–1949)

Kleiber az emigráció éveiben Argentínában a Buenos Aires-i Opera (Teatro Colón) vezetője 1936 és 1949 között, ahol főleg a német operarepertoárra specializálódott, különös tekintettel Wagner műveire. Olyan hírességeket tudott megnyerni a Colón számára, mint Emanuel List, Kirsten Flagstad, Viorica Ursuleac valamint Set Svanholm. Az ebben az időben néhány előadásáról készült felvétel jelenleg CD-n is elérhető, viszont eltérő hangminőségben, az eredeti felvétel technikai körülményeitől függően.
Kleiber 1938-ban megkapta az argentin állampolgárságot.

## A második világháború után
1950-ben végleg visszatért Európába. 1952-ben felkínálták hajdani pozícióját a Berlini Állami Operaházban, amely a kettéosztott Berlin keleti zónájában volt. 1953-ban Kleiber a teljes Ring-ciklust vezényelte Rómában, a rádióközvetítés felvétele azonban végérvényesen elveszett.

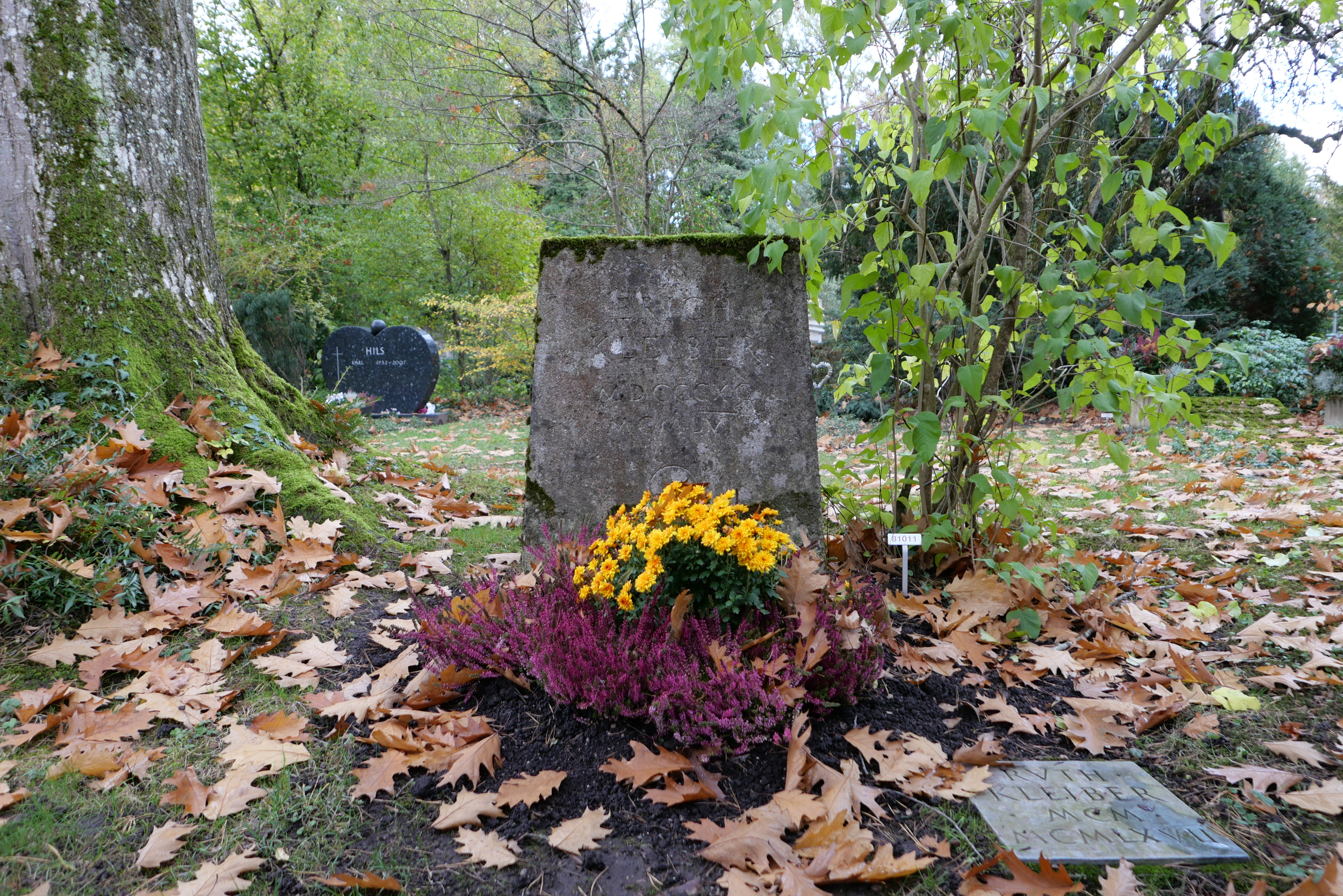
Kleiber és felesége, Ruth Goodrich (1900-1967) sírja a zürichi Hönggerberg temetőben.

1954-ben kinevezték a Berlini Állami Operaház főzeneigazgatójává, de 1955-ben konfrontálódva immár a kommunista vezetéssel újból lemondott főzeneigazgatói posztjáról, családjával elhagyta Kelet-Berlint. Egy ideig egy zürichi szállodában élt, egy várt bécsi szerződése azonban nem realizálódott.
Erich Kleiber 1956. január 27-én Zürichben hunyt el, Mozart születésének 200. évfordulóján. Halála váratlan volt, valószínűleg infarktus okozta, sírhelye is Zürichben van.

## Művészi öröksége
Kleibertől viszonylag kevés felvétel maradt, viszont élete utolsó tíz évében jelentős lemezfelvételeket készített a Decca számára. Két operafelvételét a legjobbak között tartják számon, Mozart Figaro házasságát (Bécsi Filharmonikusokkal, Cesare Siepi mint Figaro) és Richard Strauss A rózsalovagját. Az előzőt az angol Gramophone magazin a 100 legjobb lemez közé sorolta. Az NBC Szimfonikus Zenekarral Arturo Toscanini távollétében készült koncertjeinek felvételeit CD-n is kiadták.
A zeneszerző Kleiber jelentősebb művei: Hegedűverseny, Zongoraverseny, Zenekari variációk, Zenekari capriccio, számos kamara kompozíció, zongoradarab és dal.
Erich Kleiber fia, Carlos Kleiber, (az Argentínában töltött évek alatt lett Karlból Carlos) szintén világhírű karmester lett.
2010 augusztusában a Teatro Colón Kleiber születésének 120-ik évfordulóján Daniel Barenboim vezénylete mellett emlékezett meg Erich Kleiberről.

## Magyar vonatkozások
Breuer János zenekritikus így emlékezik meg róla: „Kleiber, a berlini Staatsoper (Lindenoper) főzeneigazgatója a legnépszerűbb vendég-karmesterek egyike volt nálunk: 1924-től 1938-ig évente, menetrendszerűen megérkezett Budapestre.
...1925 februárjában Gustav Mahler 3. szimfóniájának magyarországi bemutatóját vezényelte Kleiber (nálunk korábban csupán a második tétel hangzott el a zeneszerző vezényletével, még a múlt század végén).
...Erich Kleiber Beethoven: 9. szimfóniájával búcsúzott el végleg budapesti közönségtől – ahogy Otto Klemperer is, 1950 nyarán.”

## Lemezei
- Orchestral Showpieces – Berliner Philharmoniker 1930–34, Telefunken Legacy 3984-28407-2 (1999)
- Concert Recordings with the NBC Orchestra 1947–48, 4 CDs Music And Arts
- Wagner: Tristan und Isolde – Teatro Colon Orchestra 1948, Myto
- The Great Conductors – Beethoven: Symphony No. 6 – Czech Philharmony, 1955; Mozart: Symphony No. 40 – London Philharmonic Orchestra, 1949; Schubert: Symphony No. 5 – NDR Orchestra, 1953; R. Strauss: „Till Eulenspiegel“ – NDR Orchestra, 1951 a.o. 1949–55, 2 CDs IMG-EMI
- Beethoven: Symphonies Nos. 3, 5, 6, 7 – Concertgebouw Orchestra, Amsterdam 1950–1953, DECCA
- Beethoven: Symphonies Nos. 3 & 9 – Wien 1952-55, DECCA
- Verdi: I vespri siciliani – Firenze#Maggio Musicale Fiorentino 1951, Urania
- Beethoven: Symphony No. 9 – Wiener Philharmoniker 1952, DECCA
- Tchaikovski: Symphonies Nos. 4, 6 – Paris Conservatoire Orchestra 1953, DECCA
- R. Strauss: Der Rosenkavalier – Wiener Philharmoniker 1954, 3 CDs DECCA
- Mozart: Le nozze di Figaro – Wiener Philharmoniker 1955, 3 CDs DECCA
- Weber: Der Freischütz – Kölner RSO 1955, 2 CDs Koch; Capriccio
- Beethoven: Fidelio – Kölner RSO 1956, 2 CDs Koch; Capriccio
- Complete Decca Recordings 1949–1955, 6 CDs DECCA